# Uchon
Uchon település Franciaországban, Saône-et-Loire megyében. Lakosainak száma 97 fő (2022. január 1.). Uchon La Chapelle-sous-Uchon, Charmoy, Saint-Symphorien-de-Marmagne és La Tagnière községekkel határos.

## Népesség
A település népessége az elmúlt években az alábbi módon változott:
| Lakosok száma | 105  | 107  | 108  | 98   | 93   | 91   | 89   | 88   | 97   |
|               | 2013 | 2015 | 2016 | 2017 | 2018 | 2019 | 2020 | 2021 | 2022 |